# Telefonía móvil 2G

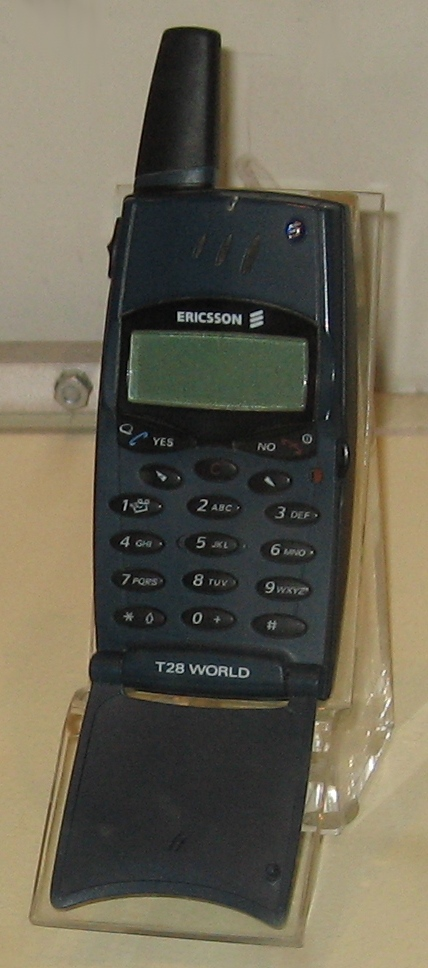
Teléfono Ericsson digital

Se conoce como telefonía móvil 2G a la segunda generación de telefonía móvil. Se caracteriza por ser digital y disminuir el tamaño para mejorar portabilidad. La telefonía móvil 2G no es un estándar o un protocolo sino que es una forma de marcar el cambio de protocolos de telefonía móvil analógica a digital.
La llegada de la segunda generación de telefonía móvil fue introducida en el año 1992, y el primer teléfono movil en incorporar 2G fue el Nokia 101. 
Su desarrollo deriva de la de poder tener un mayor manejo de llamadas en prácticamente los mismos espectros de radiofrecuencia asignados a la telefonía móvil, para esto se introdujeron protocolos de telefonía digital que además de permitir más enlaces simultáneos en un mismo ancho de banda, permitían integrar otros servicios, que anteriormente eran independientes, en la misma señal, como es el caso del envío de mensajes de texto o página en un servicio denominado Short Message Service (SMS) y una mayor capacidad de envío de datos desde dispositivos de fax y módem.
2G abarca varios protocolos distintos desarrollados por varias compañías e incompatibles entre sí, lo que limitaba el área de uso de los teléfonos móviles a las regiones con compañías que les dieran soporte.
En México, la red 2G de la operadora Movistar se apagó en su totalidad el 1 de enero de 2021. No siendo posible a partir de esa fecha su uso.

## Protocolos de telefonía 2G
- GSM (Global System for Mobile Communications).
- Cellular PCS/IS-136, conocido como TDMA (conocido también como TIA/EIA136 o ANSI-136) Sistema regulado por la Telecommunications Industry Association (o TIA).
- IS-95/cdmaONE, conocido como CDMA (Code Division Multiple Access).
- D-AMPS (Digital Advanced Mobile Phone System).
- PHS (Personal Handy-phone System) Sistema usado en un principio en Japón por la compañía NTT DoCoMo con la finalidad de tener un estándar enfocado más a la transferencia de datos que el resto de los estándares 2G.

## Telefonía 2.5G / 2.75G
Como tal no existe ningún estándar ni tecnología a la que se pueda llamar 2.5G o 2.75G, pero suelen ser denominados así a algunos teléfonos móviles 2G que incorporan algunas de las mejoras y tecnologías del estándar 3G como es el caso de GPRS y EDGE en redes 3G y con tasas de transferencia de datos superiores a los teléfonos 2G regulares pero inferiores a 3G. 
Si bien hasta ahora ha convivido una nueva generación de teléfonos móviles con su tecnología predecesora (solo ha desaparecido la primera generación analógica), la llegada del 5G supondrá la desaparición de las redes 2G y 3G para utilizar el espectro que ocupan. Si bien existen características que permiten compartir el espectro entre tecnologías (intercambio de espectro), debemos tener en cuenta que las redes 2G/3G eventualmente se cerrarán.